# المشتبه (مسلسل)
المشتبه (بالإسبانية: Presunto culpable)‏ هو مسلسل تلفزيوني إسباني أنتجته شركة تلفزيون بوميرانج لـ Antena 3، والذي تم عرضه لأول مرة في 18 سبتمبر، 2018. دبلج المسلسل في 2019 ليبدأ عرضه أول عرض له كان على قناة MBC4, أولا ثم قناة على MBC Action.

## قصة المسلسل
تقع أحداث المسلسل في قرية صيد صغيرة وشاعرية في إقليم الباسك، ويحكي قصة جون أريستيغي، وهو باحث يعيش في باريس والذي سيضطر، بعد حدث رهيب، إلى العودة إلى البلدة التي ولد فيها وغادرها قبل ست سنوات. هناك سيتعين عليه مواجهة أشباح ماضيه والغموض الذي لم يتم حله: اختفاء صديقته آن.
- فاز المسلسل، بجائزة ماغنوليا لأفضل سلسلة أجنبية في الدورة الخامسة والعشرين من مهرجان شانغهاي الدولي.

## وصلات خارجية
- المشتبه على موقع IMDb (الإنجليزية)
- المشتبه على موقع فيلمافينيتي (الإسبانية)
- المشتبه على موقع كينوبويسك (الروسية)
- المشتبه على موقع قاعدة بيانات الفيلم (الإنجليزية)